# Hypopyra lunifera
Hypopyra lunifera là một loài bướm đêm trong họ Erebidae.